# 会立乡
会立乡，是中华人民共和国山西省吕梁市交城县下辖的一个乡镇级行政单位。2021年5月28日，撤销会立乡，分别并入庞泉沟镇、东坡底乡。将原会立乡的龙江寨、代家庄、双家寨、中庄、寨则、上长斜6个村委会划归庞泉沟镇管辖，将窑儿上、柏叶口、岔口、会立、神堂坪5个村委会划归东坡底乡管辖。

## 行政区划
会立乡下辖以下地区：
岔口村、柏叶口村、会立村、神堂坪村、东沟村、西落沟村、兑久会村、窑儿上村、张家庄村、中庄村、胡家沟村、代家庄村、翟家庄村、双家寨村、河西庄村、寨则村、石沙庄村、上长斜村、龙江寨村和白草庄村。